# Sant'Agata li Battiati
Sant'Agata li Battiati é uma comuna italiana da região da Sicília, província de Catania, com cerca de 10.289 habitantes. Estende-se por uma área de 3 km², tendo uma densidade populacional de 3430 hab/km². Faz fronteira com Catania, Gravina di Catania, San Giovanni la Punta, Tremestieri Etneo.

## Demografia
| Variação demográfica do município entre 1861 e 2011                               |
|                                                                                   |
| Fonte: Istituto Nazionale di Statistica (ISTAT) - Elaboração gráfica da Wikipedia |